# Národní divadlo Brno
Národní divadlo Brno dříve Národní divadlo v Brně je označení, které od roku 1884 v různých obměnách používalo více spolků a organizací. V roce 2001 byla zřízena statutárním městem Brno příspěvková organizace Národní divadlo Brno, příspěvková organizace. Jde o vícesouborovou instituci, která se skládá ze tří souborů: činoherního, operního a baletního, přičemž každý soubor má své vlastní vedení a dramaturgii. V současnosti má Národní divadlo Brno k dispozici tři divadelní budovy: Mahenovo divadlo, Janáčkovo divadlo a Divadlo Reduta. Divadlo vzniklo podle vzoru Národního divadla v Praze, otevřeného roku 1881, a zahájilo svou činnost v roce 1884.

## Historie

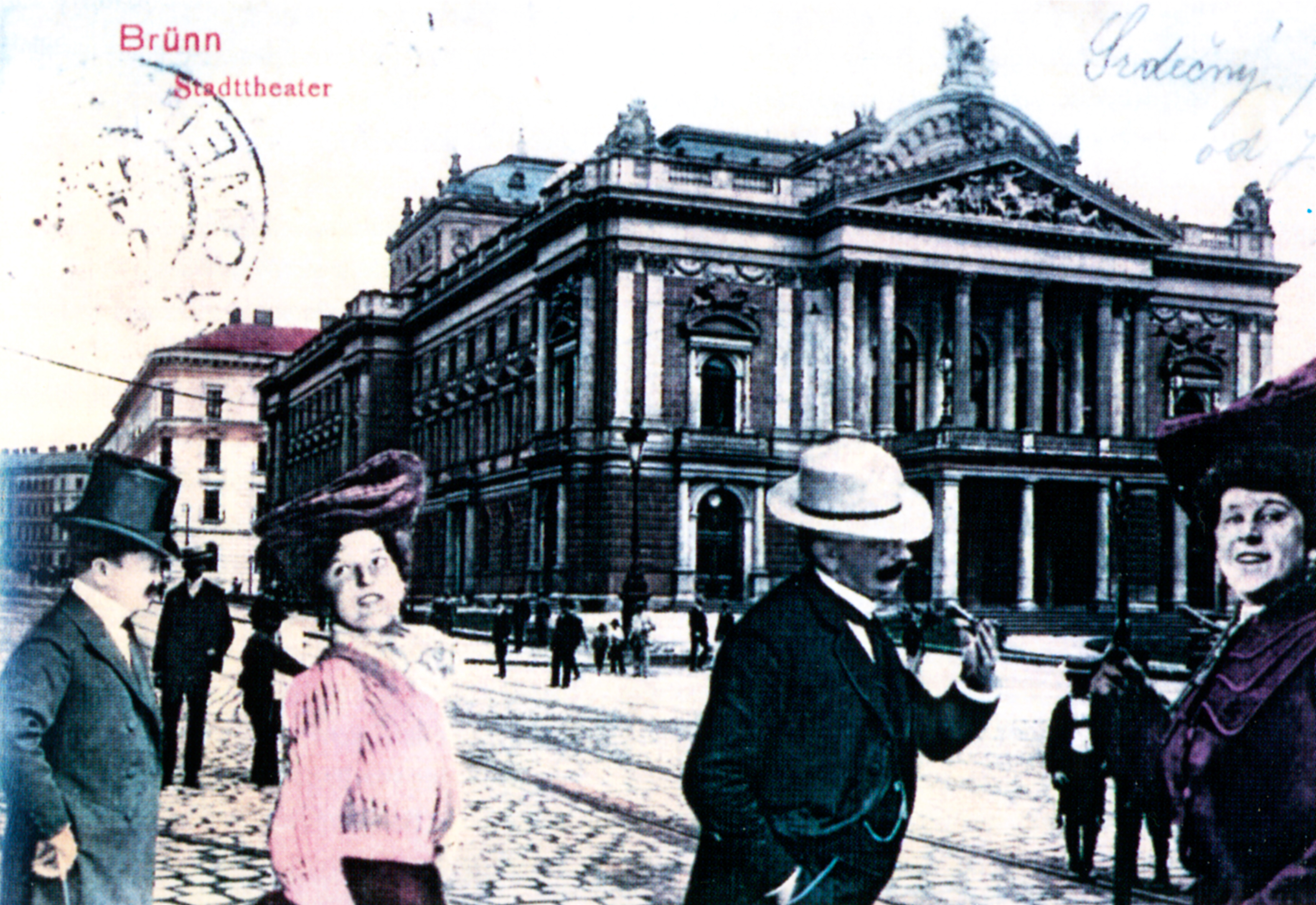
Mahenovo divadlo na pohlednici z roku 1903

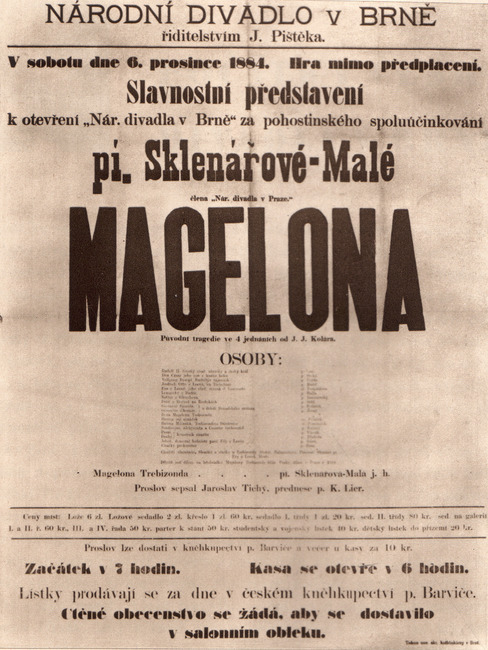
Plakát k prvnímu představení Národního divadla v Brně.

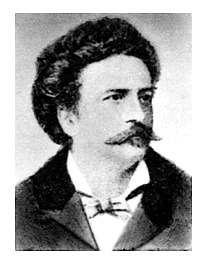
Jan Pištěk

Na počátku 80. let 19. století bylo v tehdy stále ještě převážně německém Brně založeno „Družstvo českého Národního divadla v Brně“ (dne 3. dubna 1881). To získalo dne 18. září 1881 povolení k provozování divadelních her ve velké dvoraně Besedního domu, pod jehož křídly již předtím působily české ochotnické divadelní spolky. Později však byly zpřísněny bezpečnostní předpisy, kterým toto působiště nevyhovělo, a tak bylo uvádění her zastaveno. V roce 1883 proto družstvo zakoupilo restauraci U Marovských s tančírnou Orfeum, která stála na rohu v ústí ulice Veveří do tehdejšího Radvitova náměstí (dnešní Žerotínovo náměstí), kterou nechalo stavitelem Svobodou upravit do podoby prozatímního divadla, ve kterém začal pravidelný provoz v prosinci 1884. Slavnostní otevření bylo původně naplánováno na 29. listopad, avšak tři dny předtím došlo k menšímu požáru, který oddálil otevření na 6. prosinec. Ke slavnostní příležitosti byla uvedena hra Josefa Jiřího Kolára Magelona. Představení ve dvoraně Besedního domu byla uváděna pod hlavičkou České divadlo družstva divadelního v Brně, v divadle na Veveří pak již pod hlavičkou Národní divadlo v Brně. Prvním ředitelem divadla se stal na jednu sezónu Jan Pištěk. Po něm následovali:
- 1885–86 František Pokorný
- 1886–91 Pavel Švanda ze Semčic starší
- 1891–92 Ladislav Chmelenský a Václav Hübner
- 1892–93 Vendelín Budil
- 1893–96 Jan Pištěk (opět)
- 1896–97 Pavel Švanda ze Semčic mladší
- 1897–98 Jan Pištěk (opět)
- 1898–1903 František Lacina
- 1903–04 Alois Staněk-Doubravský
- 1904–05 František Lacina (opět)
- 1905–09 Antoš J. Frýda-Friedl
- 1909–13 František Lacina (opět)
- 1913–15 Antonín Fencl
- 1915–17 František Lacina (opět)
- 1917 Václav Jiřikovský

Družstvo se původně staralo o údržbu budovy a k divadelní činnosti ji sezónně pronajímalo různým společnostem, v roce 1891 pak převzalo i program do vlastní režie a byla ustavena Společnost Národního divadla v Brně. Po vzniku samostatného Československa přidělilo Brno divadlu ještě budovu dosavadního německého divadla Na hradbách (dnešní Mahenovo) a další představení byla zajišťována i v Redutě.
Od 1. července 1922 převzalo správu a provozování divadla pro ten účel nově ustanovené Kuratorium Národního divadla v Brně. To bylo složeno ze zástupců státu, země, města Brna a samotného Družstva. Výnosem ministra vnitra z 12. prosince 1930 pak divadlo přešlo s platností od 1. ledna 1931, už pod novým názvem Zemské divadlo v Brně, pod správu Moravskoslezské země.
Dne 2. dubna 1925 se z budovy dnešního Mahenova divadla uskutečnil první rozhlasový přímý přenos činoherní inscenace Československého Radiojournalu (dnes Český rozhlas Brno).
V roce 1939 muselo české divadlo v okupovaném Brně opustit budovu Na hradbách a stáhlo se na Veveří. K jeho dalším působištím patřil sokolský Stadion, Besední dům a sál Typosu. Později se obnovila česká představení Na hradbách a v Redutě alespoň na několik dnů v měsíci. Dne 12. listopadu 1941 však bylo Zemské divadlo uzavřeno a Družstvo na jaře 1942 zemským úřadem rozpuštěno.
Po svépomocném obnovení činnosti provozovalo divadlo v letech 1945–1946 pražské Družstvo divadel Práce z. sp. s. r. o. Dne 1. března 1946 se po dohodě družstva s městem Brnem a moravskoslezskou zemí dostalo do rukou Správnímu sboru Národního divadla v Brně. Zákon č. 192/1948 Sb., o státním divadle v Brně pak s účinností od 16. srpna 1948 zřídil Státní divadlo v Brně.
V roce 1952 byla z bezpečnostních důvodů zbourána budova na Veveří. Činohře poté sloužilo od roku 1954 Mahenovo divadlo v Lidické ulici (dříve kino Morava). Když bylo v roce 1965 otevřeno nové operní divadlo v Rooseveltově ulici (Janáčkovo divadlo), přestěhovala se činohra do budovy Na hradbách přejmenované na Mahenovo divadlo. Reduta od roku 1945 až do uzavření v roce 1993 sloužila zpěvohře.
Roku 1978 byl ke Státnímu divadlu administrativně připojen studiový soubor Divadlo na provázku a v roce 1980 prostějovské HaDivadlo. Po listopadu 1989 se zřizovatelem divadla stal Magistrát města Brna. Oba studiové soubory se od brněnského Národního divadla odloučily v roce 1992.

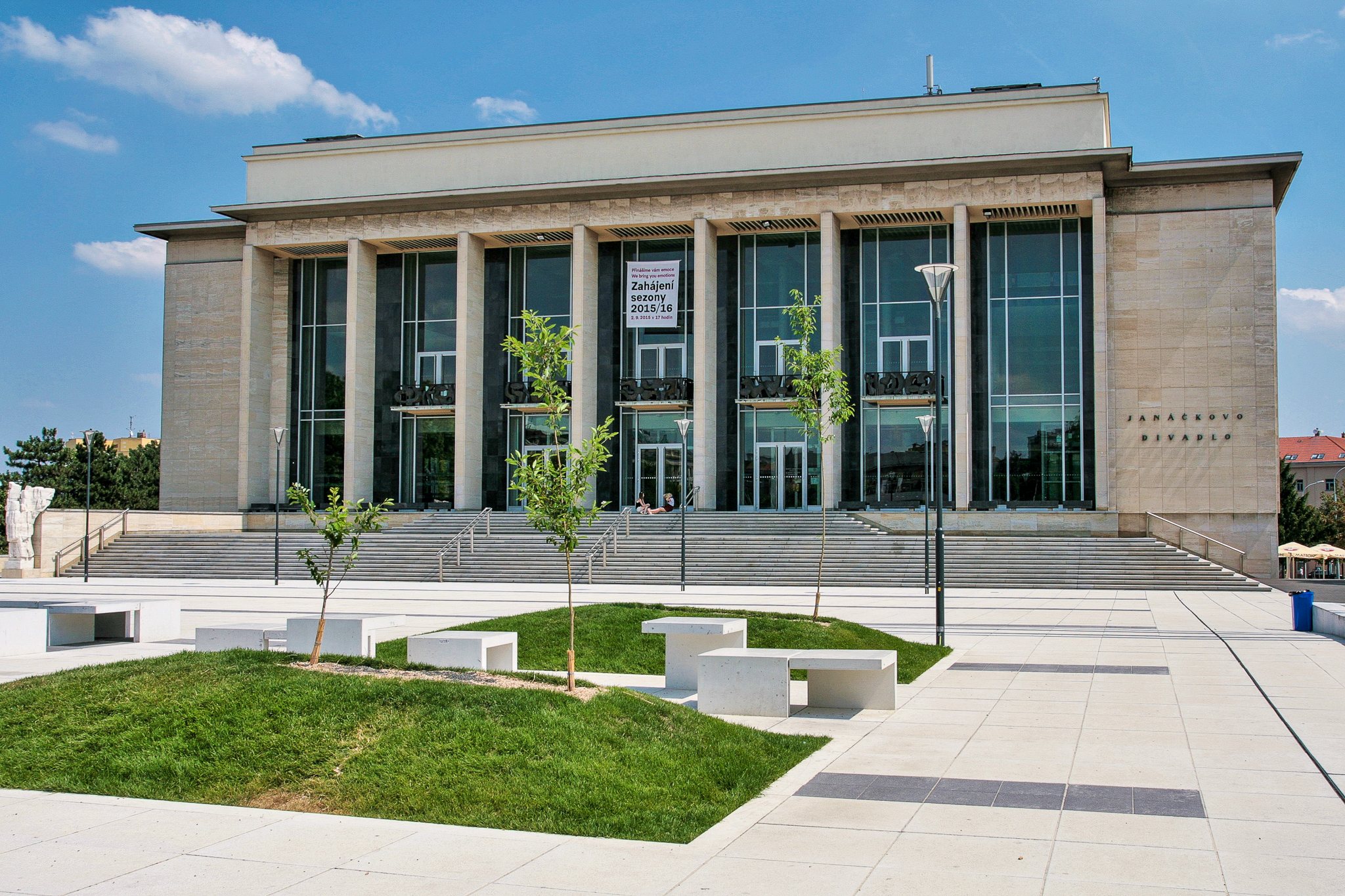
Janáčkovo divadlo

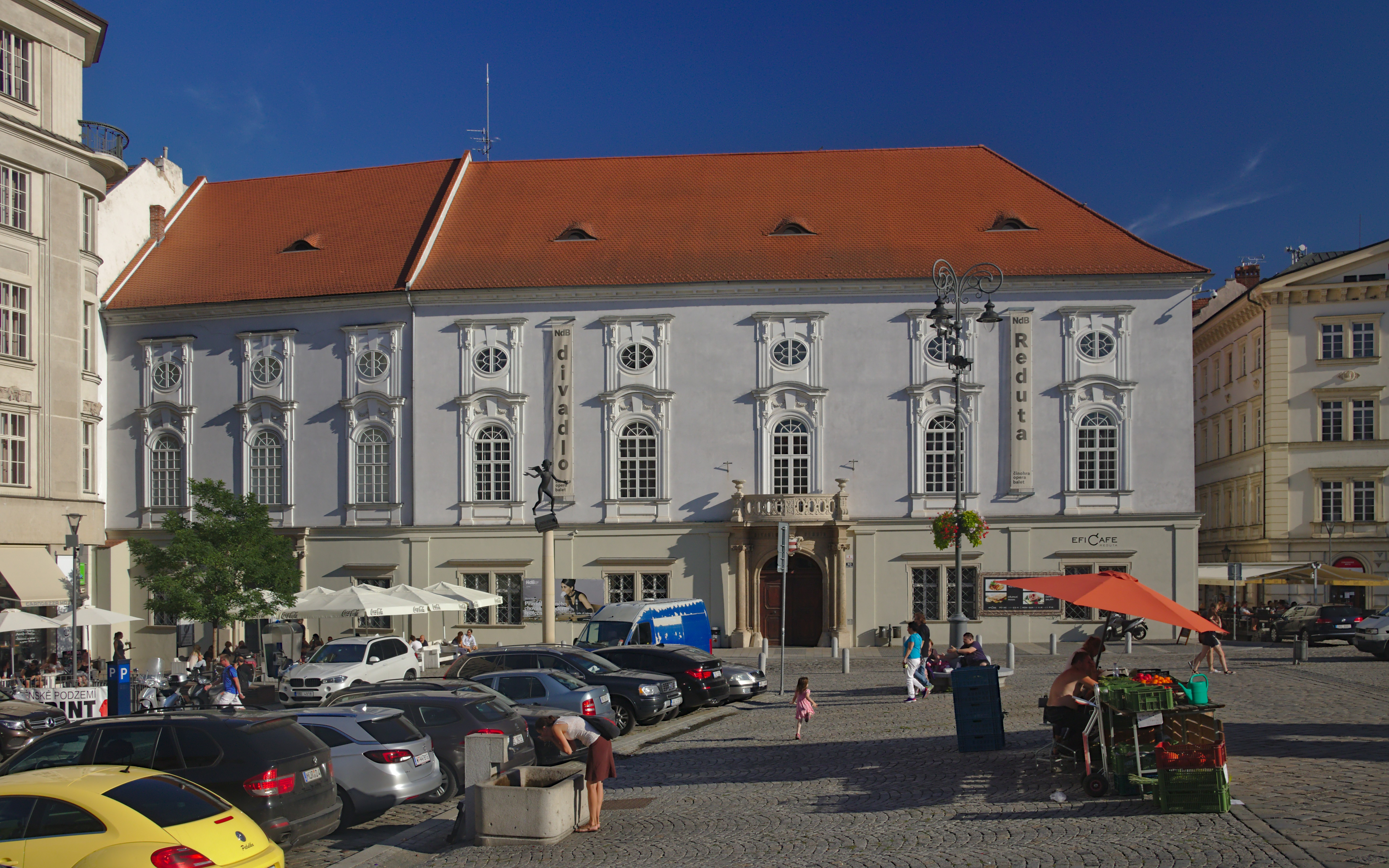
Divadlo Reduta

Ředitelé divadla po roce 1945:
- 1945–1946 Emil František Burian
- 1946–1948 Ota Zítek
- 1949–1950 Aleš Podhorský
- 1950–1955 Zdeněk Míka
- 1955–1966 Miroslav Zejda
- 1966–1971 Miroslav Barvík
- 1971–1983 Karel Šeda
- 1983–1989 Jiří Majer
- 1989–1991 Zdeněk Nevrla
- 1991–1991 Milan Sedláček
- 1991–1992 Ludvík Kavín
- 1992–1995 Ivan Drahola
- 1996–2002 Mojmír Weimann
- 2002–2007 Zdeněk Prokeš
- 2007–2012 Daniel Dvořák
- 2013 – současnost Martin Glaser

### Současný stav vedení
K 1. lednu 2004 byl převeden soubor zpěvohry Národního divadla Brno do Městského divadla Brno.
V roce 2005 došlo k slavnostnímu otevření Reduty, která od té doby fungovala jako komorní scéna Národního divadla Brno, v níž se střídaly všechny soubory. V roce 2007 došlo ke změně a Reduta dostala svůj vlastní soubor, uměleckým šéfem se stal Petr Štědroň a dramaturgyní Dora Viceníková, jejichž cílem bylo vytvořit z Reduty multifunkční objekt. Kromě divadla v budově probíhaly také výstavy současných umělců, koncerty, přednášky apod.
V létech 2007 až 2012 byl ředitelem divadla scénograf Daniel Dvořák, který nahradil odvolaného Zdeňka Prokeše. 8. října 2012 se vzdal funkce ředitel Národního divadla Brno Daniel Dvořák, za důvod své výpovědi označil nedostatečné financování divadla a politické zásahy do jeho řízení. V posledním roce svého působení čelil za způsob vedení instituce Národního divadla kritice. Téměř rok pak fungovalo divadlo bez ředitele, jelikož až v září roku 2013 byl až v třetím konkurzu na ředitele Národního divadla Brno vybrán komisí Martin Glaser. Ten se ve své koncepci rozhodl zrušit samostatný soubor Reduty (šéf Reduty Petr Štědroň odešel v létě téhož roku se svým týmem do Divadla Na zábradlí).
Národní divadlo Brno je pořadatelem festivalu Divadelní svět Brno a mezinárodního hudebního festivalu Janáček Brno. Posledně jmenovaný 29. dubna 2019 obdržel prestižní cenu International Opera Award v kategorii pro nejlepší festival.

## Umělecké soubory

### Činohra

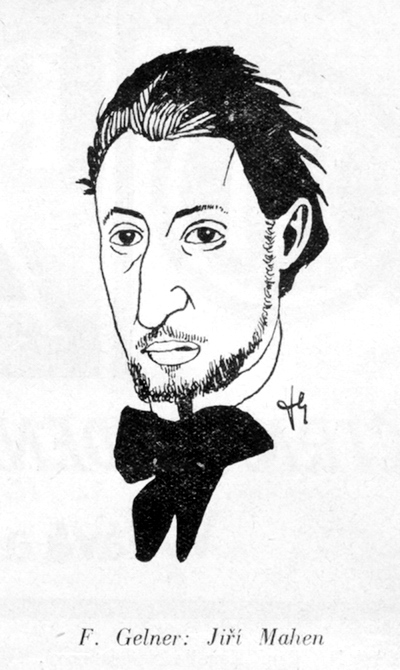
Jiří Mahen podle Františka Gellnera

Činohra se v Národním divadle Brno provozovala od jeho otevření v roce 1881. V letech 1918-22 působil jako dramaturg činohry Jiří Mahen. V roce 1925 se ujal vedení činohry Rudolf Walter a jako dramaturg nastoupil Lev Blatný.
Přelom 20. a 30. let se v Mahenově činohře nesl ve znamení avantgardy, působil zde Jindřich Honzl a Emil František Burian. Ve 30. letech byl hlavním režisérem Antonín Podhorský, jehož režie se vyznačovaly expresionisticky zvýrazněnou realistickou věrohodností. Kromě něj se režijně uplatňoval také Josef Skřivan, který tíhl ke groteskní nadsázce. Od roku 1937 byl do činoherní produkce přidán specializovaný program pro děti.
Na fašistické nebezpečí reagovala činohra zpočátku otevřeně, například uvedením Bílé nemoci od Karla Čapka, poté analogiemi a obraznými jinotaji. Okupační tvorba měla národní a protitotalitní ráz.
Poválečný vývoj činohry byl destabilizován častými personálními a provozními změnami. Krátce působil jako ředitel brněnského divadla Emil František Burian, za jeho působení ale nebyla obsazena funkce šéfa činohry. Režisér Milan Pásek v této době vytvářel poeticky stylizované inscenace a inscenace poetického divadla vytvářel také režisér Karel Novák.
Dramaturgické směřování divadla k soudobé světové tvorbě a ke světové klasice nebylo pro poúnorovou politiku přípustné. Cestu jevištního realismu měl brněnské činohře zajistit vedoucí činohry Aleš Podhorský, po kterém se vedení činohra ujal Zdeněk Míka. Po Míkově odchodu v roce 1953 se režie ujali herci. Uměleckou stagnaci činohry se pokoušel překonat navrátivší se Aleš Podhorský, který setrval u psychologicko-realistického stylu inscenování.
V roce 1959 se šéfem činohry stal režisér Miloš Hynšt, hlavním dramaturgem Bořivoj Srba a za režiséra byl přijat Evžen Sokolovský. Ti prosazovali program epického a politického divadla tematicky soustředěného k problematice veřejného dění a člověka v něm. Jako režisér v činohře působil v dané době také Alois Hajda. S činoherním tvůrčím týmem úzce spolupracoval brechtovský překladatel Ludvík Kundera, který pro brněnskou činohru napsal také několik dramat a který se po odchodu Bořivoje Srby v roce 1868 stal dramaturgem činohry. Mimo brechtovskou koncepci stál režisér Zdeněk Kaloč.
Na počátku 70. let museli divadlo opustit Miloš Hynšt i Alois Hajda, Ludvík Kundera odešel na protest po Hynštově propuštění. Základem repertoáru normalizačních let byla česká i světová klasika a ideologická dramatika. Jako režisér zde zůstal Zdeněk Kaloč, vedle kterého se vystřídala spousta hostujících režisérů.
V osmdesátých letech vedl činohru Jaromír Roštínský, který přivedl zpět režiséra Aloise Hajdu.
Roku 1990 se stal uměleckým šéfem František Derfler, který s dramaturgy Václavem Cejpkem a Miroslavem Plešákem rozvíjel program tzv. pozitivní dramaturgie, jenž kladl důraz na mravní a duchovní problematiku a preferoval básnické drama. Kmenovými režiséry byli Zdeněk Kaloč a Zbyněk Srba. František Derfler vedl činohru do roku 1997, poté jej na postu uměleckého šéfa vystřídal režisér Zbyněk Srba. Tým (Václav Cejpek, Miroslav Plešák, Zdeněk Kaloč, Martin Čičvák) pod jeho vedením pokračoval v dramaturgické linii hledání řádu a životních jistot.
Na konci sezóny 2002/03 oba dramaturgové (Cejpek, Plešák) z činohry odešli. V následující sezóně se stal šéfem činohry Miloslav Mejzlík, dramaturgy Martin Dohnal a Marek Pivovar, dramaturgyní pořadů na Malé scéně Pavlína Hoggard. Ti se snažili ve svém programu odlišit od Cejpkovy a Plešákovy dramaturgické koncepce. V polovině sezony 2004/05 byli angažováni dramaturgové Petr Štědroň a Dora Viceníková a vedením činohry byl pověřen Jakub Korčák, kterého na postu uměleckého šéfa vystřídal od sezony 2007/08 Zdenek Plachý. Od 1. 6. 2012 vedl soubor Petr Halberstadt.
V letech 2014-2018 byl uměleckým šéfem činohry Martin Františák a dramaturgy Martin Kubran, Lucie Němečková a Martin Sládeček. Od 1. ledna 2019 se novým uměleckým šéfem stal Milan Šotek, dřívější dramaturg Národního divadla v Praze, který sebou zároveň přivedl i nového kmenového režiséra Štěpána Pácla. 

### Opera

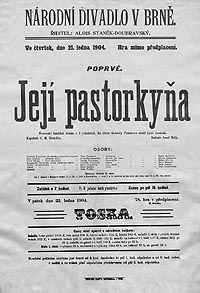
Plakát k premiéře Janáčkovy Jenůfy

Operní provoz byl zahájen 7. prosince 1884 uvedením Smetanovy Prodané nevěsty. 21. ledna 1904 byla uvedena brněnská premiéra Janáčkovy Jenůfy (Její pastorkyně) za řízení Janáčkova žáka, kapelníka Cyrila Metoděje Hrazdiry.
V divadle na Veveří bylo do roku 1918 uvedeno 132 oper. Časté střídání ředitelů a kapelníků nepřinášelo žádoucí umělecké výsledky, stejně jako slabé obsazení orchestru a sboru kvůli finančním potížím českého divadla.
V roce 1918 se opera přestěhovala do divadla Na hradbách a v jejím čele stál dirigent František Neumann (1919-29). Pravidelný provoz byl zahájen 23. srpna 1919 Janáčkovou Jenůfou. Operní produkce byla doplňována symfonickými koncerty. Po Neumannově smrti (1929) se vedení ujali dirigenti Břetislav Bakala, Antonín Balatka a Zdeněk Chalabala, kteří dále uváděli původní premiéry.
Roku 1932 se šéfem opery stal Milan Sachs, který angažoval dirigenty Quida Arnoldiniho a Viléma Tauského. Jako režiséři působili Branko Gavella, Antonín Balatka, Zdeněk Knittl, Miloš Wasserbauer, příležitostně Rudolf Walter. Hlavní linií operního programu za okupace byla česká opera a Mozart. Po konci druhé světové války se stal vedoucím opery opět Antonín Balatka.
Během působení uměleckého šéfa Zdeňka Chalabaly (1949-52) se dramaturgie násilně orientovala na sovětskou operu a inscenace se tvořily v duchu socialistického realismu. Tuto linii ale nedodržovali nový šéf František Jílek (1952-78) a dramaturg Václav Nosek (1952-82). S předchozími vnucovanými šablonami se ve svých inscenacích rozešel především režisér Miloš Wasserbauer, který chápal operu jako totální divadlo. Dramaturgická linie se opět opírala o  Leoše Janáčka a také o světovou moderní operu.
Konec 70. let a léta 80. se vyznačovala uměleckou stagnací, která se nelepšila ani počátkem 90. let. Během 90. let přetrvával v brněnské opeře velkooperní jevištní styl.
První polovina 20. století se vyznačuje častým střídáním uměleckých šéfů opery, ovšem stálými dirigenty po celou dobu byli Jan Zbavitel, Jan Štych a Jaroslav Kyzlink, sbormistry Josef Pančík a Pavel Koňárek. Na repertoáru se pravidelně objevovaly Janáčkovy opery, pravidelně byla také uváděna díla Wagnera, Bizeta, Saint-Saënse, Offenbacha, Smetany, Dvořáka, Verdiho a Mozarta.
Od 1. ledna 2015 uměleckým šéfem opery Jiří Heřman, šéfdirigentem Marko Ivanović, dramaturgyní opery je Patricie Částková.

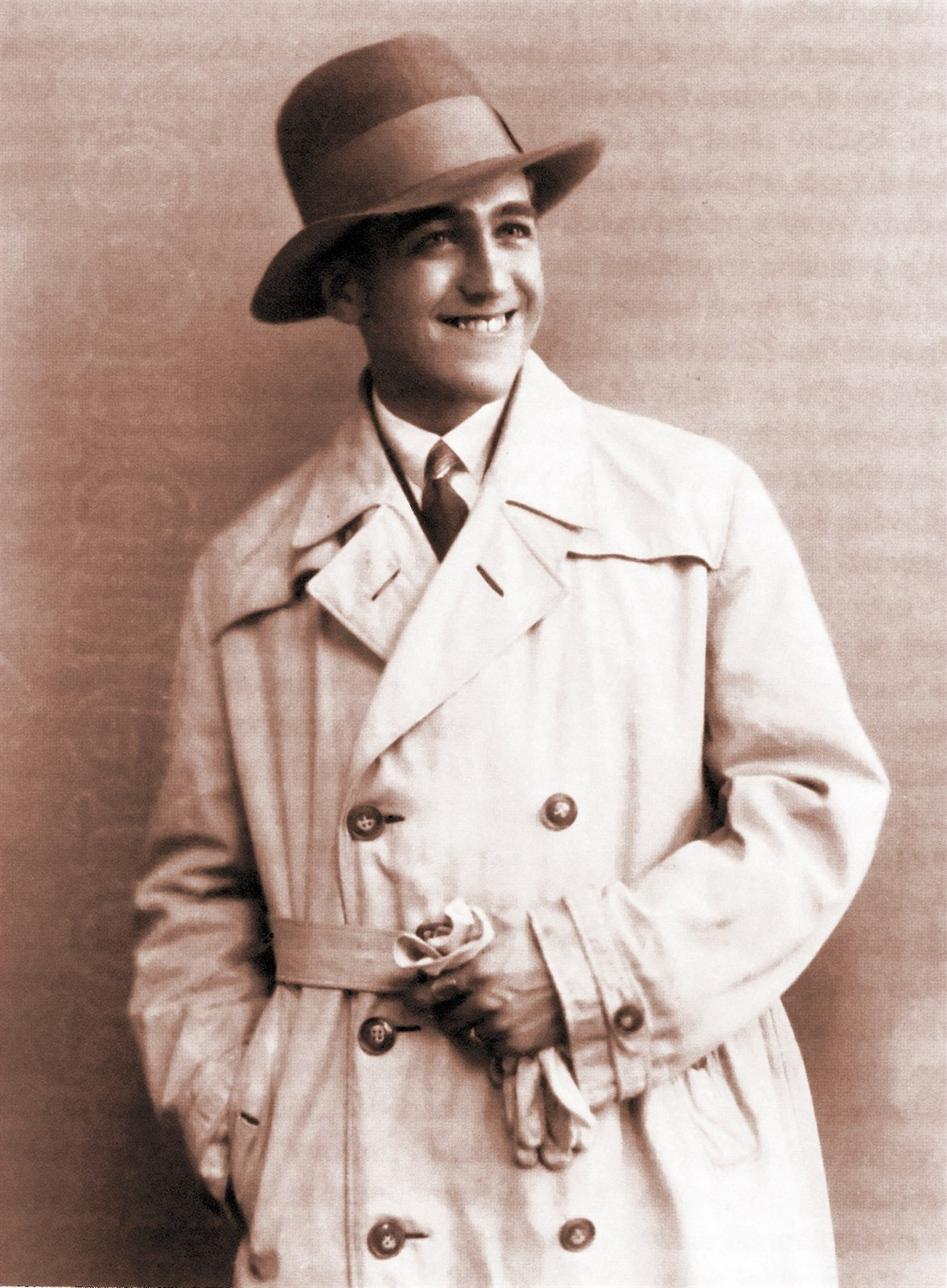
Ivo Váňa Psota

Dirigenty jsou Ondrej Olos, Robert Kružík a Jakub Klecker, sbormistry Pavel Koňárek a Martin Buchta.

### Balet
Divadelní společnosti, které působily v Brně, neměly samostatné baletní soubory. Baletní soubor byl ustaven až v sezóně 1919/20 za ředitele Václava Štecha, který angažoval choreografa Jaroslava Hladíka.
V roce 1928 byl choreografem a uměleckým šéfem jmenován tanečník Ivo Váňa Psota (1928-32), kterého ale ředitel Ota Zítek nechal vystřídat v roce 1930 choreografkou Mášou Cvejičovou (do 1944). Jako dramaturg zde působil dirigent Antonín Balatka, za jeho dramaturgií ale choreografie Máši Cvejičové zaostával, a tak byl v roce 1936 znovu přijat Ivo V. Psota, který měl za sebou angažmá v Les Ballets Russes de Monte Carlo (1932–36). Dominantou jeho éry (1936-41) pak byla světová premiéra Prokofjevova Romea a Julie (1938).
V poválečných sezónách chyběla brněnskému baletu vyhraněná tvůrčí individualita, dokud se v roce 1947 nevrátil do čela baletu Ivo V. Psota, který z něj vytvořil prvořadé české baletní těleso. Po jeho předčasné smrti v roce 1952 byl vedoucím baletu Rudolf Karhánek (1953-55) a po něm Jiří Nermut (1955-61).
Roku 1961 se stal šéfem Luboš Ogoun (1961–64), jehož program kladl důraz na moderní hudbu a moderní taneční prostředky. Po Ogounově odchodu do Studia Balet Praha se stal šéfem Miroslav Kůra (1964–66), který byl zastáncem klasického repertoáru. Kůru na dva roky vystřídal Rudolf Karhánek, aby byl posléze opět vystřídán Lubošem Ogounem (1868–70). Ogouna poté vystřídal choreograf Jiří Němeček (1974–77), který směřoval ve svých inscenacích k dramatickému tradičnímu divadlu. Po něm nastoupila Olga Skálová (1977–89), za jejíhož působení byla dramaturgyní Eugenie Dufková (1978–91).
V roce 1990 převzal vedení opět Luboš Ogoun, ale hned po roce jej vystřídal Zdeněk Prokeš, který vedl balet do roku 2004.
Uměleckým šéfem baletu je v současné době Mário Radačovský a dramaturgem Karel Littera.

### Zpěvohra
| Národní divadlo v Brně (1884–1886)                             |
| Prozatímní Národní divadlo v Brně (1886–1891)                  |
| Národní divadlo v Brně (1891–1914)                             |
| České Národní divadlo v Brně (1914–1919)                       |
| Národní divadlo v Brně (1919–1930)                             |
| Zemské divadlo v Brně (1931–1941)                              |
| Národní divadlo v Brně (1945–1946)                             |
| Zemské divadlo v Brně (1946–1948)                              |
| Státní divadlo v Brně (1948–1990)                              |
| Zemské divadlo v Brně (1990–1992)                              |
| Národní divadlo v Brně (1992–2007)                             |
| Národní divadlo Brno, příspěvková organizace (od 31. 12. 2007) |

První operetní představení bylo v českém Prozatímním národním divadle v Brně odehráno divadelní společností Jana Pištěka 9. 12. 1884 a šlo o operetu Franze von Suppého Gaskonec. Od té doby byly operety součástí repertoáru Národního divadla v Brně.
V sezoně 1918-19 se soubor Národního divadla Brno rozdělil na činoherní a zpěvoherní.
Od sezony 1925/26 působil jako šéfrežisér brněnské zpěvohry Oldřich Nový, který byl členem Národního divadla Brno od roku 1919. Ten kladl důraz především na uvádění domácích zpěvoherních novinek, z nichž se velkého ohlasu dočkala především revue Z Brna do Brna, která se od svého uvedení v roce 1926 hrála dalších šest let. Své angažmá v Národním Divadle Brno ukončil Oldřich Nový v srpnu 1935, kdy odešel do Prahy.
V uvádění českých autorů pokračovala brněnská opereta i za okupace, tedy do 12. listopadu 1941, kdy byl vydán zákaz provozování divadelních představení.
V šedesátých letech se na brněnském jevišti začal vedle operety uvádět také muzikál, které nejčastěji režíroval Stanislav Fišer. Od roku 1959 byl dramaturgem zpěvohry Ivo Osolsobě, který zde působil až do roku 1989 a který se zpěvohře věnoval také jako divadelní teoretik.
K 1. lednu 2004 byl soubor zpěvohry převeden do Městského divadla Brno.

## Budovy Národního divadla
- Mahenovo divadlo (postaveno roku 1882)
- Janáčkovo divadlo (postaveno roku 1965)
- Divadlo Reduta (nejstarší budova)

## Galerie

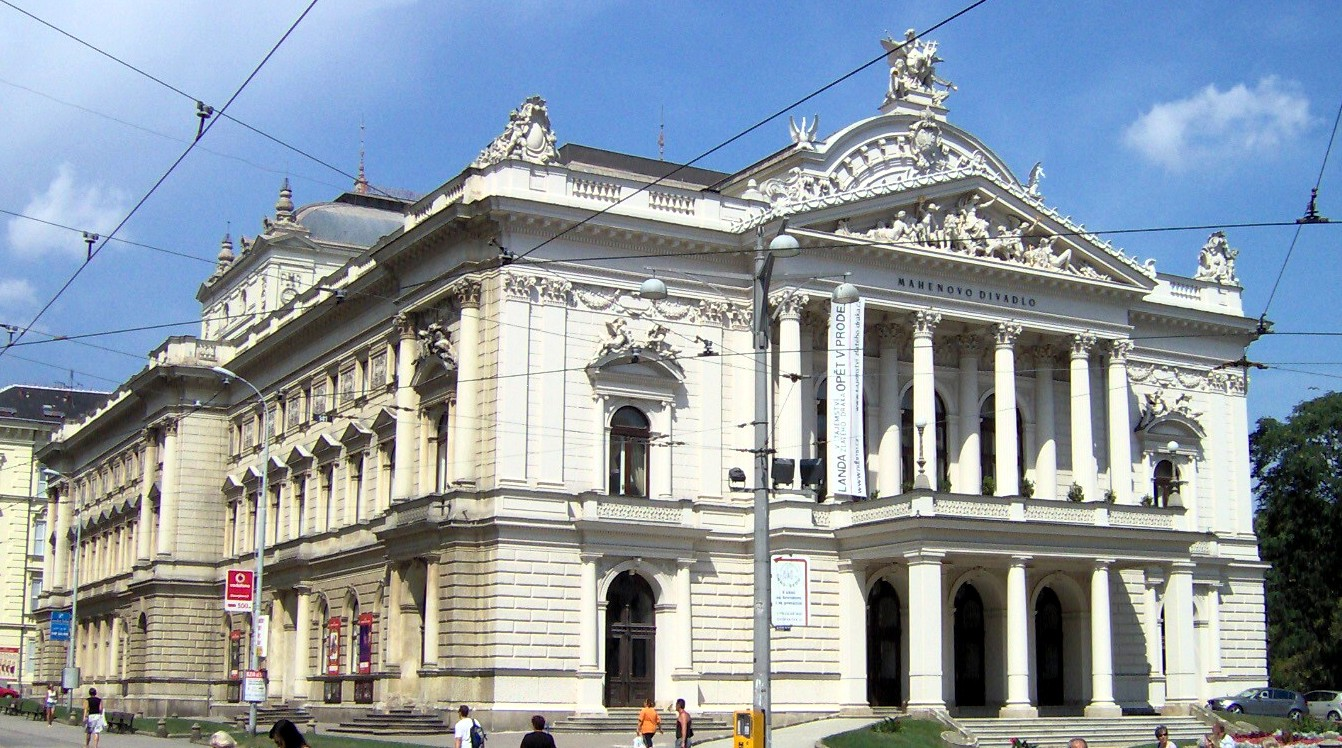
Mahenovo divadlo
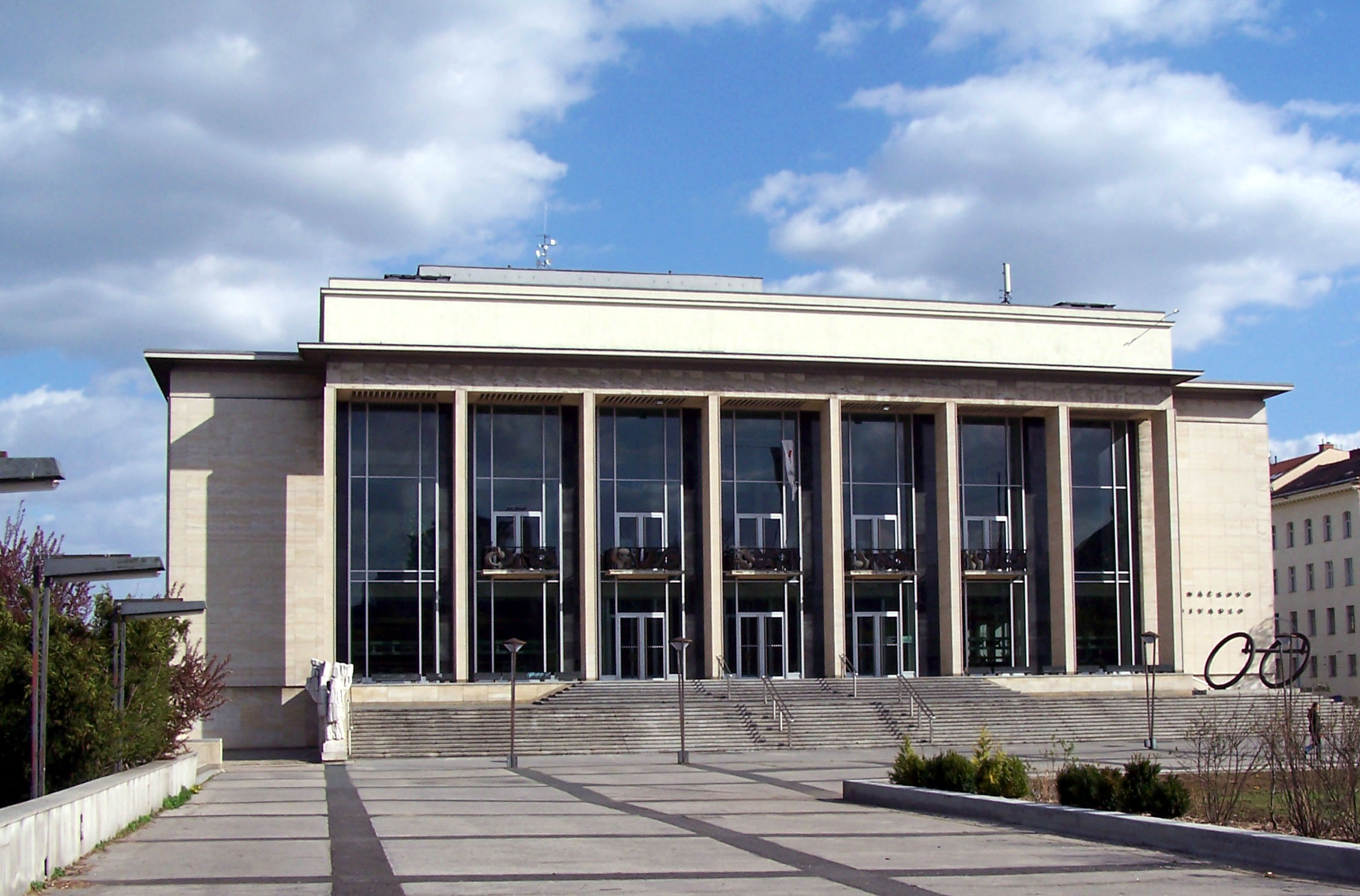
Janáčkovo divadlo
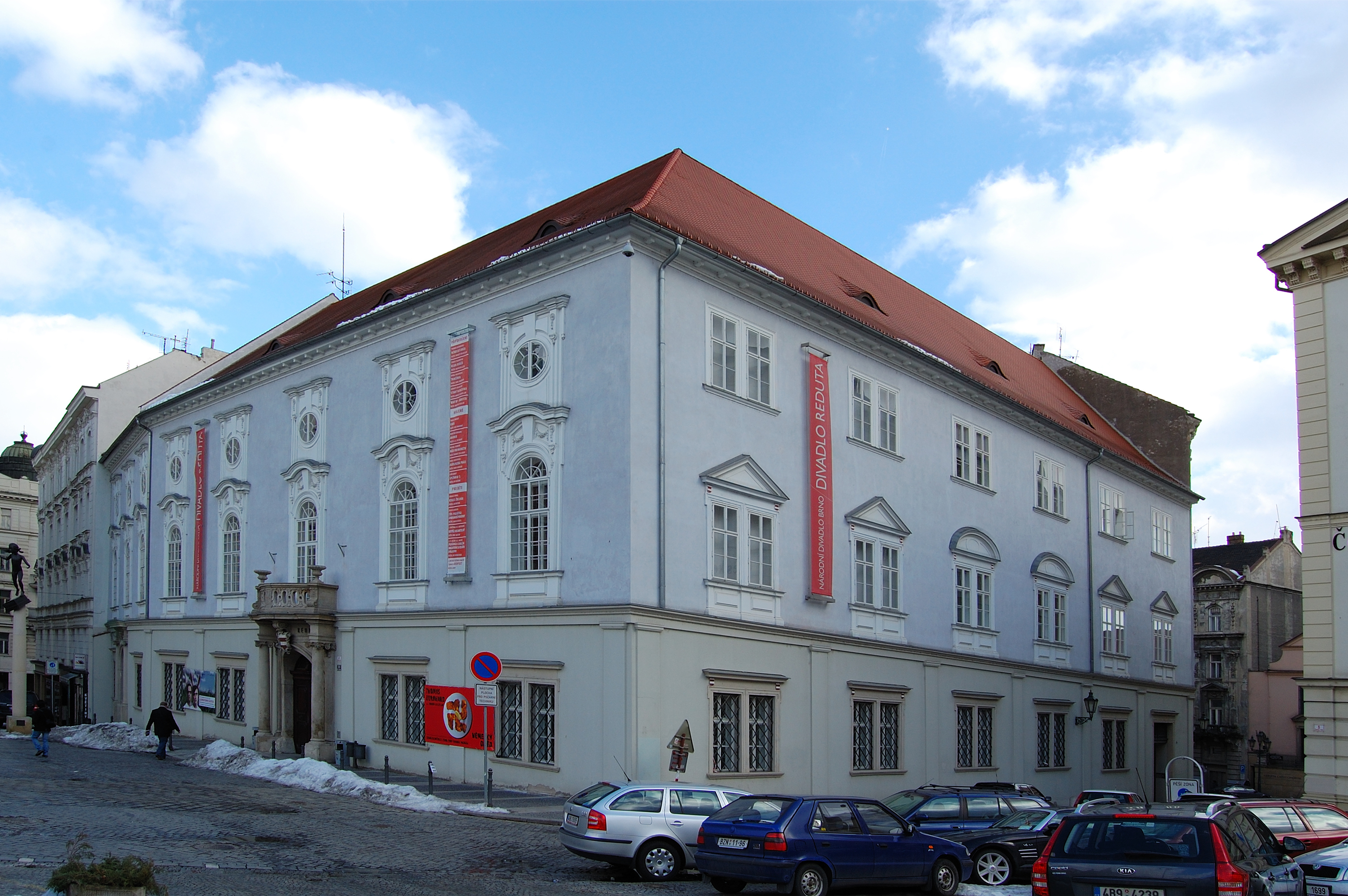
Divadlo Reduta